# Ophiura zebra
Ophiura zebra is een slangster uit de familie Ophiuridae.
De wetenschappelijke naam van de soort werd in 1954 gepubliceerd door Alexander Michailovitsch Djakonov.